# Antirrhinum graniticum
Antirrhinum graniticum é uma espécie de planta com flor pertencente à família Scrophulariaceae. 
A autoridade científica da espécie é Rothm., tendo sido publicada em Boletim da Sociedade Broteriana, sér. 2 13: 279. 1939.
O seu nome comum é bocas-de-lobo.

## Portugal
Trata-se de uma espécie presente no território português, nomeadamente em Portugal Continental.
Em termos de naturalidade é endémica da Península Ibérica.

## Protecção
Não se encontra protegida por legislação portuguesa ou da Comunidade Europeia.